# Pitolau
Pitolau (Pitholaus, Peitholaus o Pytholaus, Πειθόλαος, Πυθόλαος) fou un dels tres assassins d'Alexandre de Feres el 352 aC.
Pitolau i el seu germà Licofró II foren expulsats de Feres per Filip II de Macedònia, però Pitolau va recuperar després la tirania, només per ser expulsat una segona vegada per Filip II molt ràpidament.
Va ser honorat amb la ciutadania atenenca però després en va ser privat amb l'excusa que l'havia obtingut amb motius falsos.